# Monteira distanti
Monteira distanti är en insektsart som beskrevs av Synave 1957. Monteira distanti ingår i släktet Monteira och familjen Nogodinidae. Inga underarter finns listade i Catalogue of Life.